# Ellen Weller
Ellen Weller (geb. vor 1978) ist eine US-amerikanische Multiinstrumentalistin, Improvisationsmusikern, Musikethnologin, Komponistin und Musikpädagogin.
Weller studierte bis 1978 Flöte an der California State University, danach bis 1992 Komposition am Queens College der City University of New York. Den Doktortitel für musikkritische Studien und experimentelle Praxis erhielt sie 2002 an der University of California. Am Palomar College unterrichtet sie Musiktheorie, Weltmusik und Jazz.
Weller spielt verschiedene Flöten (u. a. Piccolo-, Quer- und Blockflöte), Klarinette (Sopran, Bass, Kontraalt), Saxophon (Sopran, Alt, Tenor, Bariton), Gitarre und Klavier. Sie war Gründungsmitglied der Bigband Maiden Voyage und ist aktiv in der Gruppe Trümmerflora Collective in San Diego und trat bei Festivals wie den SF Alt and Edgetone Festivals in San Francisco, Spring Reverb in San Diego und Big Sur Sound Shift auf. Zu ihren musikalischen Partnern zählten u. a. George Lewis, Mark Dresser, Bert Turetzky, Vinny Golia, Lisle Ellis, Mike Woffard, Holly Hofmann, Joe Marillo, Anthony Davis, Muhal Richard Abrams, David Borgo, Jason Robinson, das Nathan Hubbard Skeleton Key Orchestra, Lesli Dalaba, Carla Kihlstadt, Ernesto Diaz-Infante, Hans Fjellestad, Vanessa Tomlinson, Marcos Fernandes, Michael Dessen, Michael Friedman, Farhad Bahrami und das Second Avenue Klezmer Ensemble.
Ihre Kompositionen für Klavier, für Flöte, für Stimme und für Kammerensemble wurden u. a. in New York, Detroit, San Diego und Los Angeles aufgeführt. Zu ihren neueren Kompositionen zählen Prior's Waltz für Orchester. 1918: for two pianos and Community, Schauspielmusik zu Angels in America, der Pine Apple Rag für Klavier und Orchester und ein Arrangement von Bei Mir Bist Du Shein
für Orchester und Klezmerensemble.

## Diskographie
- Weller Bros Coast to Coast, 1995
- Weller Bros Fire Martians, 1997
- Hans Fjellestad – Red Sauce Baby, 2000
- Trummerflora Collective – No Stars Please, 2001
- Nathan Hubbard Skeleton Key Orchestra, 2003
- Trummerflora Collective – Rubble 1, 2004
- Ellen Weller – Spirits, Little Dreams and Improvisations, 2004
- Emily Hay, Marcos Fernandes – We Are., 2005
- Bob and Danny Weller – Tree of Thorns, 2005
- Trummerflora Collective – Rubble 2, 2006
- Ellen and Bob Weller with Mark Dresser, 2007